# Partit Socialista de Menorca
El Partit Socialista de Menorca (Partido Socialista de Menorca) es un partido balear nació a partir de la fusión de dos partidos de izquierda: el Moviment Socialista de Menorca (Movimiento Socialista de Menorca) y el Moviment Federalista de Menorca (Movimiento federalista de Menorca). En 1977 se constituyó la alianza con el Partit Socialista de Mallorca y se formó la coalición electoral Unitat Socialista (Unidad Socialista) (1977). Ambos partidos se federaron y constituyeron el núcleo principal de la Federación de la Izquierda Nacionalista de las Islas Baleares (FENIB) formada en 1989. En los años 1990 el Partido Socialista de Menorca se alió, a nivel insular, con Izquierda Unida, sección de Menorca, para formar Entesa de l'Esquerra de Menorca hasta 1994. Aun así, como partido federado, continua manteniendo especiales vínculos con el Partit Socialista de Mallorca y en 1998, disuelto la FENIB, formaron parte de la nueva federación PSM-Entesa Nacionalista.
La rama juvenil se formó en 1995 con el nombre de Joventuts d'Esquerra Nacionalista del Partit Socialista de Menorca (Juventudes de Izquierda Nacionalista del Partido Socialista de Menorca). Su primer secretario general fue Joan Lluís Torres.
De cara a las elecciones generales de 2011 se presentará dentro de la Federación PSM junto a Els Verds de Menorca e Iniciativa Verds, miembros ambos de Equo, y Entesa per Mallorca. Asimismo, presentará candidatura en solitario al Senado.

## Resultados electorales

### Elecciones al Parlamento de Baleares
|  | 13.52 % |

|  | 15.07 % |

|  | 14.09 % |

|  | 11.85 % |

|  | 9.83 % |

|  | 8.1 % |

|  | 8.96 % |

|  | 4.13 % |

### Elecciones alConsejo Insular de Menorca
|  | 9.12 % |

|  | 11.16 % |